# Maquinchao
Maquinchao är en kommunhuvudort i Argentina.   Den ligger i provinsen Río Negro, i den sydvästra delen av landet, 1 200 km sydväst om huvudstaden Buenos Aires. Maquinchao ligger 898 meter över havet och antalet invånare är 2 195.
Terrängen runt Maquinchao är platt. Trakten runt Maquinchao är nära nog obefolkad, med mindre än två invånare per kvadratkilometer..
Omgivningarna runt Maquinchao är i huvudsak ett öppet busklandskap.